# Martin Römer
Martin Römer (* um 1432; † 5. April 1483 in Zwickau) war ein Zwickauer Kaufmann sowie Amtshauptmann, der ab 1471 als Zehntner und zwischen 1475 und 1477 als sächsischer Berghauptmann auf dem Schneeberg durch seine Beteiligung als Gewerke an dem dortigen Silberbergbau zu großem Vermögen kam. Er ließ bedeutende Bauwerke in Zwickau errichten und war seiner Heimatstadt ein großzügiger Förderer.

## Leben

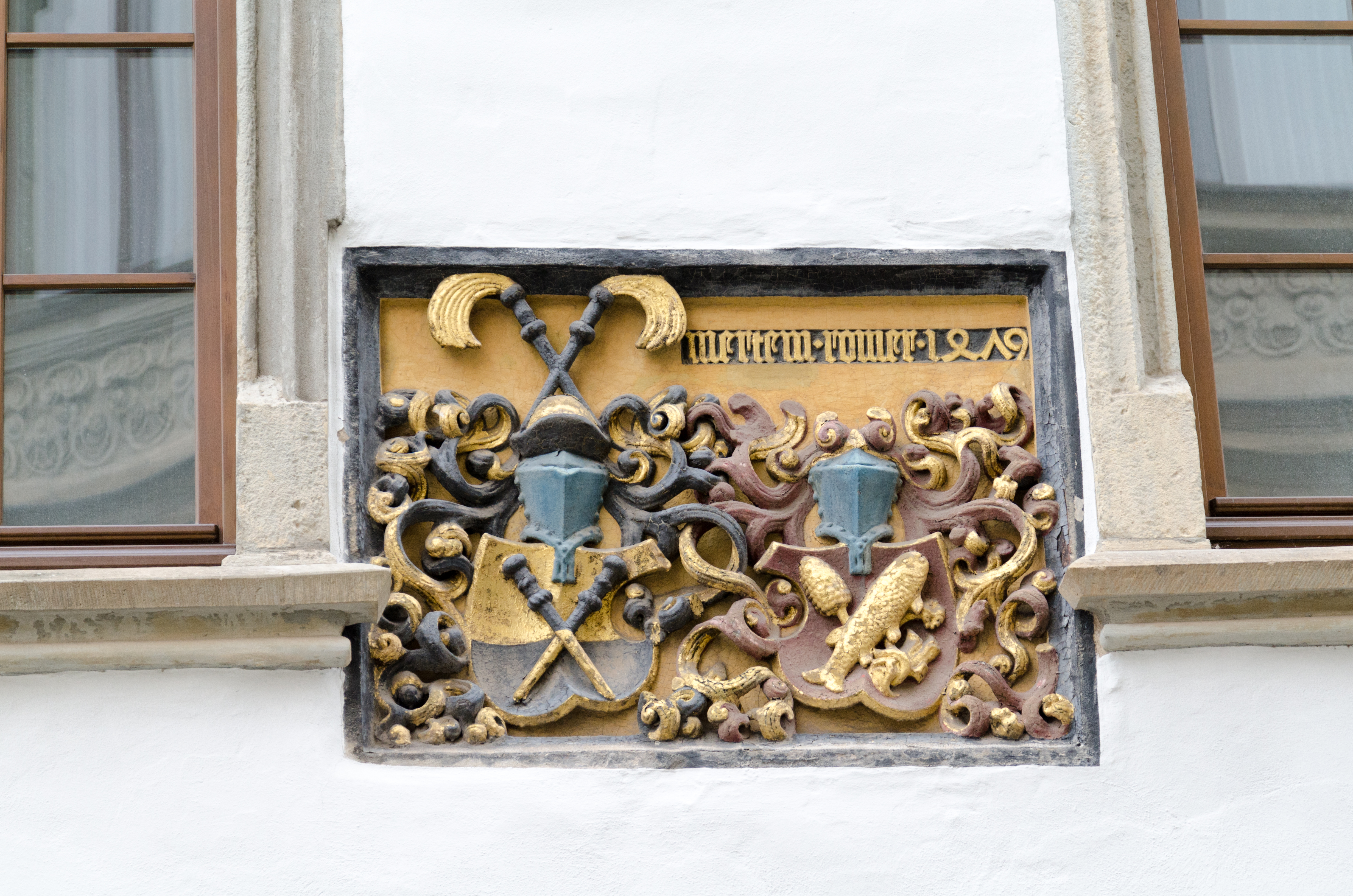
Wappen Martin Römer – Catharina Tretwein

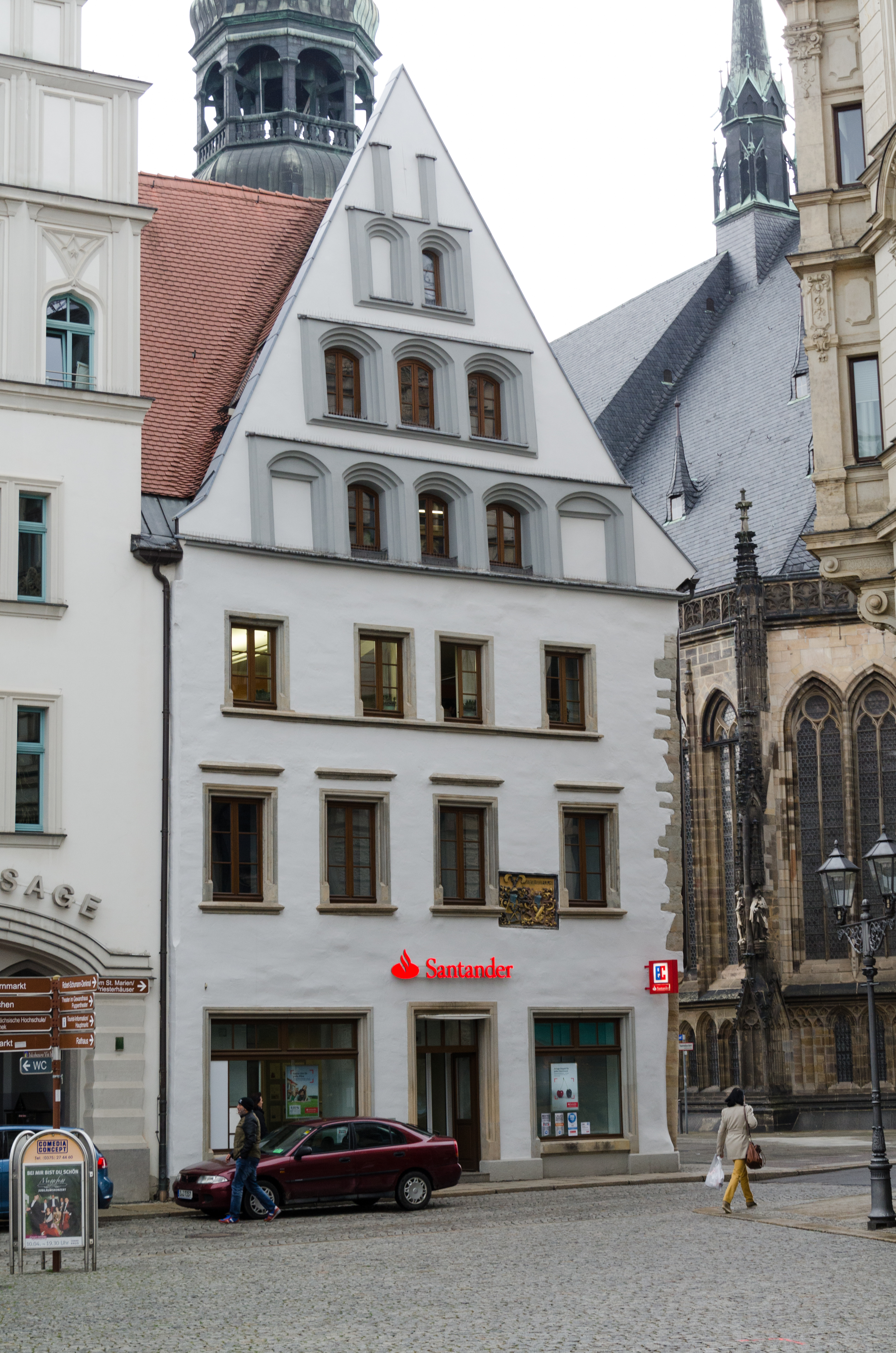
Römer-Haus am Zwickauer Hauptmarkt (erbaut 1479)

Er entstammte der meißnischen Familie Römer und war der Sohn des Chemnitzer Kaufmanns Hans Romer (auch: Römer; um 1400–1481), und dessen Ehefrau Catharina. Er war ein verdienter Zwickauer Bürger und besaß seit 1462 das Bürgerrecht. Sein Geburtsdatum ist nicht bekannt. Römer war mit Catharina Tretwein, der Tochter des Zwickauer Patriziers und Ratsherrn Hans Tretwein, verheiratet. Das Wappen Römer-Tretwein befindet sich am so genannten Römerhaus am Zwickauer Hauptmarkt in unmittelbarer Domnähe. Bereits 1467 wurde er in das Zwickauer Ratskollegium gewählt, dem er bis 1475 angehörte. Sein Bruder war der Zwickauer Kaufmann Nicol Römer (um 1435–1493), der zum Stammvater der Familie von Römer wurde.
Römer war Handelsherr und Gewerke. Ab 1471 ist er Zehntner auf dem Schneeberg und wurde 1475, nach dem Tod seines Amtsvorgängers Gottfried von Wolffersdorf, als Amtshauptmann zu Zwickau und Berghauptmann von Schneeberg ernannt. Berghauptmann war er bis zum 28. August 1477, Amtshauptmann bis zu seinem Tod 1483. Nach dem Chronisten Emil Herzog gilt Römer als eigentlicher Begründer des Schneeberger Silberbergbaus.
Römer war Gutsherr auf Unter-Steinpleis (heute Ortsteil von Werdau), Marienthal, Niederalbertsdorf und dem Stadtgut Werdau; diese Güter vermachte er, da er selbst ohne Nachkommen geblieben war, in seinem Testament von 1470 seinem Bruder Nicol.
Am 5. Februar 1470 wurde den Brüdern Martin und Nicol Römer durch Friedrich III. ein kaiserlicher Adelsbrief verliehen, d. h. Martin Römer wurde in diesem Jahr in den Adelsstand erhoben. Die kurfürstlich und herzoglich-sächsische Belehnung mit Steinpleis und Niederalbertsdorf, heute beide im Landkreis Zwickau, folgte am 6. Februar 1476 für die beiden Brüder.
Ebenfalls im Jahr 1470 wurden die Schneeberger Silbervorkommen entdeckt, an deren Ausbeutung besonders auch Römer mit seinem Bruder Nicol beteiligt war. Aufgrund des hohen Silberausbringens der Schneeberger Gruben wurde die Zwickauer Münze 1475 wieder eröffnet.
Der Silberbergbau machte Martin Römer zum „reichsten Privatmann seiner Zeit im Lande Meißen“. Einen großen Teil seines Reichtums verwendete er zum Wohle seiner Heimatstadt in verschiedenen Stiftungen. Unter den zahlreichen Spenden für kirchliche und gemeindliche Zwecke ragten die Stiftung des reichen Almosens für die Unterstützung hausarmer Bürger, und der Neubau der Ratsschule am oberen Kirchhof heraus. Im Jahr 1477 legte er auf gemeinsame Kosten mit Hans Federangel von 4800 Gulden, den Schwanenteich zur Fischzucht an. Insgesamt tätigte er Stiftungen im Wert von 33.600 rheinischen Gulden.
Herzog Albrecht von Sachsen reiste 1476 zu einer Wallfahrt nach Rom und Palästina, zu seinem Gefolge gehörte auch Martin Römer, der in Jerusalem in der Kirche zum heiligen Grab am 1. August 1476 zum Ritter geschlagen wurde.

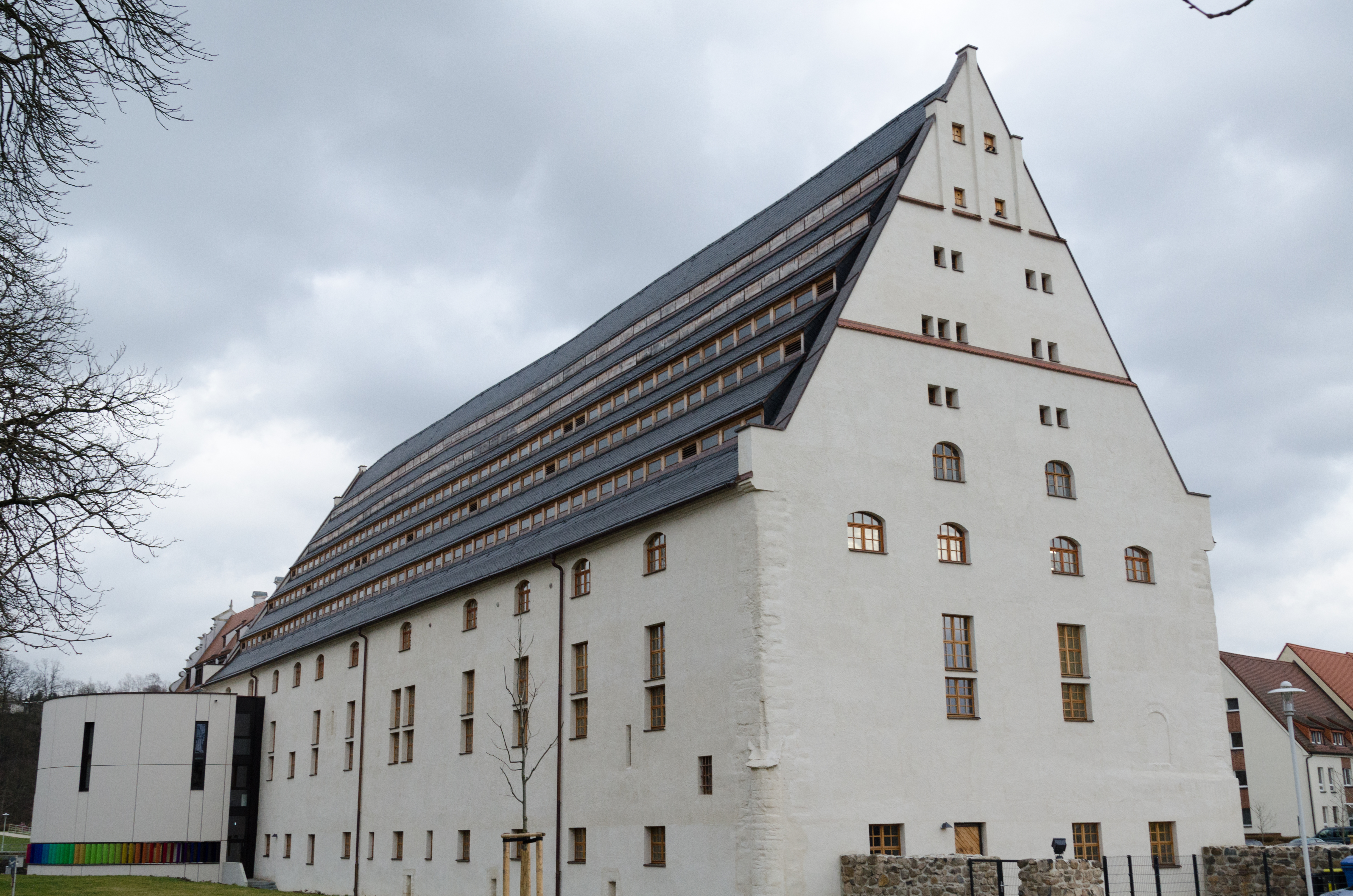
Kornhaus (Zwickau) von 1480

Römer war großzügiger Förderer seiner Heimatstadt Zwickau. Unter anderem ließ er 1480 die Magazinhäuser am Kornmarkt errichten. Unmittelbar neben dem Zwickauer Schloss Osterstein befindet sich das von ihm erbaute Niedere Kornhaus. Damit schuf er um 1480 einen der größten, bis heute erhaltenen spätgotischen Profanbauten Deutschlands. Nach einem Abrissbescheid sollte das mächtige und bauhistorisch wertvolle Gebäude eigentlich 2008 abgerissen werden, wurde dann aber doch noch gerettet und von 2010 bis 2014 mit finanzieller Unterstützung vom Bund, dem Land Sachsen und der Stadt Zwickau aufwendig restauriert. Römers Oberes Magazin am Frauentor hingegen ist heute nicht mehr vorhanden.
Martin Römer spendete erhebliche Geldmittel für die Errichtung des Wolgemut-Altars der Zwickauer St.-Marien-Kirche. In der dortigen Römerkapelle befindet sich sein Grab, das seines Bruders Nicol sowie ein bronzenes Familienwappen.

## Ehrungen

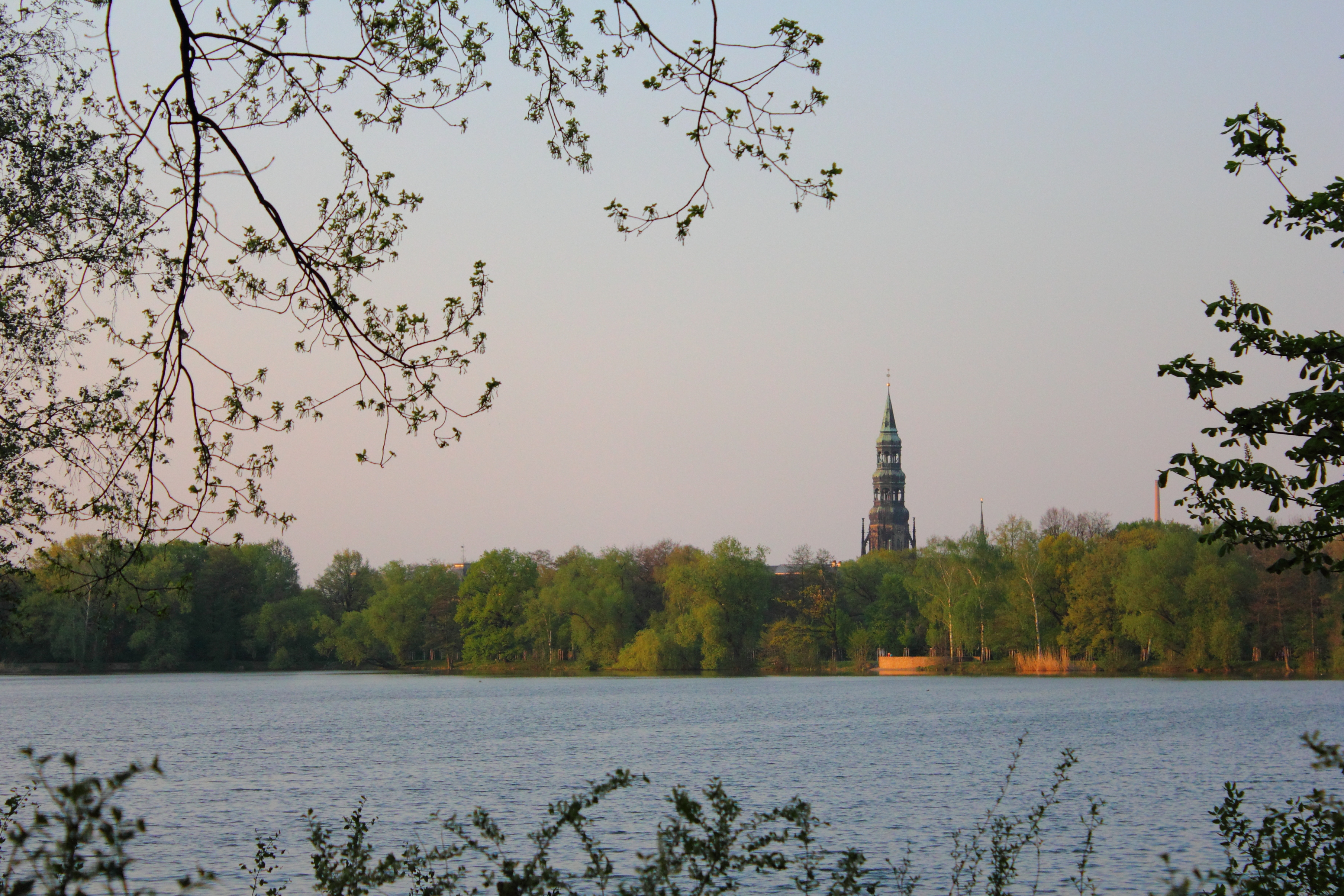
Zwickauer Schwanenteich von 1477

Nach ihm ist die „Martin-Römer-Ehrenmedaille“ benannt, die in Zwickau an Persönlichkeiten verliehen wird, die sich durch erfolgreiches Wirken und Eintreten für das Wohl oder Ansehen von Stadt und Bürgerschaft besondere Verdienste erworben haben.
In der Zwickauer Nordvorstadt ist seit den 1870er Jahren der von Gründerzeitgebäuden umstandene „Römerplatz“ nach Martin Römer benannt.